# سهره خانگی
سهره خانگی (نام علمی: Haemorhous mexicanus) پرنده‌ای از خانواده فنچ‌ها است که بومی غرب آمریکای شمالی است و به نیمهٔ شرقی این قاره و هاوایی نیز، معرفی شده است.

## ویژگی‌ها
این پرنده، یک سهره با اندازه‌ای متوسط است. طول پرندهٔ بالغ بین ۱۲٫۵ تا ۱۵ سانتیمتر (۵ تا ۶ اینچ) و طول بال‌های آن ۲۰ تا ۲۵ سانتیمتر (۸ تا ۱۰ اینچ) است. تودهٔ بدن می‌تواند از ۱۶ تا ۲۷ سانتی‌متر متفاوت باشد اما وزن متوسط آن‌ها ۲۱ گرم است. کمان بال، ۷ تا ۸٫۱ سانتی‌متر و دم، ۵٫۷ تا ۶٫۵ سانتی‌متر است. نوک ۰٫۹ تا ۱٫۱ سانتی‌متراست و استخوان‌های مچ پا است۱۰۶ تا ۱۰۸ سانتی‌متر است.
بالغ‌ها دارای دم قهوه‌ای بلند و نوک مربعی هستند و رنگ قهوه‌ای یا مایل به قهوه‌ای در قسمت پشت با کمی سایهٔ خاکستری روی پرهای بال دارند. سینه و پرهای شکم و پهلوها ممکن است رگه‌دار باشند. در بیشتر موارد، سر، گردن و شانه‌های نر بالغ، مایل به قرمز است. این رنگ گاهی تا شکم و پایین و بین بال‌ها گسترش می‌یابد. شدت رنگ نر بر پایهٔ فصول، متفاوت است و از توت‌ها و میوه‌های موجود در رژیم غذایی آن گرفته می‌شود. در نتیجه، رنگ‌ها از زرد مایل به کاهی کم‌رنگ تا نارنجی روشن (هر دو نادر) تا قرمز پررنگ و تند، متغیر هستند. ماده‌های بالغ دارای قسمت بالایی قهوه‌ای و قسمت زیرین رگه‌ای هستند.